# دوري كازاخستان الممتاز 2015
دوري كازاخستان الممتاز 2015 (بالروسية: Чемпионат Казахстана по футболу 2015)‏ هو الموسم 24 من  دوري كازاخستان الممتاز. أقيم خلال الفترة 7 مارس 2015 وحتى 14 نوفمبر 2015، والذي يشرف على تنظيمه اتحاد كازاخستان لكرة القدم، وكان عدد الأندية المشاركة فيه  12، وفاز فيه نادي أستانا.